# دعريات
الدَعِريات أو السُّمِّيَّات (الاسم العلمي: Polyporaceae)، فصيلة فطريات كثيرة المسام تنتمي إلى الدعاميات ورتبة الدعراوات.